# Barichneumon queyranus
Barichneumon queyranus är en stekelart som först beskrevs av Maurice Pic 1914.  Barichneumon queyranus ingår i släktet Barichneumon och familjen brokparasitsteklar. Inga underarter finns listade.